# Tampa Open
Il Tampa Open è stato un torneo di tennis facente parte del Grand Prix dal 1981 to 1983 e dell'ATP Tour dal 1991 al 1993. Si è giocato a Tampa (Florida) negli Stati Uniti su campi in cemento dal 1981 al 1982 e sul sintetico indoor nel 1983. Dal 1991 al 1993 la superficie utilizzata è stata la terra rossa.

## Albo d'oro

### Singolare
| Anno | Vincitore       | Finalista          | Punteggio     |
| ---- | --------------- | ------------------ | ------------- |
| 1981 | Mel Purcell     | Jeff Borowiak      | 4–6, 6–4, 6–3 |
| 1982 | Brian Gottfried | Mike Estep         | 6–7, 6–2, 6–4 |
| 1983 | Johan Kriek     | Robert Lutz        | 6–2, 6–4      |
| 1991 | Richey Reneberg | Petr Korda         | 4-6 6-4 6-2   |
| 1992 | Jaime Yzaga     | MaliVai Washington | 3-6 6-4 6-1   |
| 1993 | Jaime Yzaga     | Richard Fromberg   | 6-4 6-2       |

### Doppio
| Anno | Vincitori                      | Finalisti                        | Punteggio     |
| ---- | ------------------------------ | -------------------------------- | ------------- |
| 1981 | Bernard Mitton / Butch Walts   | David Carter / Paul Kronk        | 6–3, 3–6, 6–1 |
| 1982 | Tim Gullikson / Tom Gullikson  | Brian Gottfried / Hank Pfister   | 6–2, 6–3      |
| 1983 | Tony Giammalva / Steve Meister | Eric Fromm / Drew Gitlin         | 3–6, 6–1, 7–5 |
| 1991 | Ken Flach / Robert Seguso      | David Pate / Richey Reneberg     | 6-7, 6-4, 6-1 |
| 1992 | Mike Briggs / Trevor Kronemann | Luiz Mattar / Andrej Ol'chovskij | 7-6, 6-7, 6-4 |
| 1993 | Todd Martin / Derrick Rostagno | Kelly Jones / Jared Palmer       | 6-3, 6-4      |